# Белый пепел
Белый пепел — шестой студийный альбом российского певца Александра Маршала, выпущенный в 2001 году. На диске представлено 10 композиций. Также было выпущено подарочное издание альбома, в которое вошли два клипа на песни «Белый пепел» и «Кто мы?».

## Критика
Алексей Мажаев из агентства InterMedia в целом положительно оценил альбом, назвав его поп-мейнстримом приличного качества. По мнению рецензента, «при всей спорности некоторых поэтических строчек певцу удается донести их до слушателя в позитивном свете и, возможно, даже заставить его задуматься о чём-то важном». Также Мажаев отметил и вокал исполнителя: «Маршал блестяще балансирует между рок-бескомпромиссностью и приблатненной расхлябанностью, не впадая ни в одну из этих крайностей, - и профессионализм композиторов». Запоминающимся композициями альбома рецензент назвал песни «Вот и я», «Кто мы?», «Обещай мне», «Мне скажет ветер». Также рецензент посчитал, что «пара неудачных композиций на альбоме, конечно, есть, как же без этого, но акцентировать внимание на них нет смысла».

## Список композиций
| №   | Название           | Текст песни                  | Музыка                  | Длительность |
| --- | ------------------ | ---------------------------- | ----------------------- | ------------ |
| 1.  | «Белый пепел»      | Александр Вулых              | Игорь Слуцкий           | 5:42         |
| 2.  | «Наши души»        | Евгений Муравьев             | Игорь Слуцкий           | 3:34         |
| 3.  | «Вот и я»          | Вадим Цыганов                | Игорь Слуцкий           | 4;25         |
| 4.  | «Начинаю сначала»  | Анатолий Пшеничный           | Александр Маршал        | 3:49         |
| 5.  | «Кто мы?»          | Ярослав Трусов               | Александр Маршал        | 5:39         |
| 6.  | «Обещай мне»       | Ярослав Трусов               | Александр Маршал        | 3:45         |
| 7.  | «Невеста»          | Елена Хрулёва                | Елена Хрулёва           | 4:52         |
| 8.  | «Мне скажет ветер» | Маршал                       | Николай Девлет-Кильдеев | 5:02         |
| 9.  | «Кому ты нужен»    | Пшеничный                    | Анатолий Верещагин      | 3:21         |
| 10. | «Дай мне руку»     | Маршал, Константин Григорьев | Девлет-Кильдеев         | 4:38         |

Бонус (подарочное издание)
| №  | Название                  | Режиссёр   | Длительность |
| -- | ------------------------- | ---------- | ------------ |
| 1. | «Белый пепел» (видеоклип) | В.Зерников | 5:04         |
| 2. | «Кто мы?» (видеоклип)     | Д.Курашов  | 5:00         |

## Участники записи
- Музыканты — Александр Яненков, Андрей Кучеренко, Андрей Новиков, Андрей Фёдоров, Влад Сенчилло, Юрий Антонов
- Фотограф — Рифат Юного
- Звукорежиссёр — Александр Лукьянов
- Дистрибьютором пластинки является компания «Мистерия звука».